# Don Smith (cestista 1920)
Donald Everett Smith, detto Don (27 luglio 1920 – Chaska, 1º marzo 1996), è stato un cestista statunitense, professionista nella NBL e nella BAA.

## Carriera
Venne selezionato dai Chicago Stags nel Draft BAA 1947.

## Palmarès
- Campione NBL (1948)